# Salix pella
Salix pella — вид квіткових рослин із родини вербових (Salicaceae).

## Морфологічна характеристика
Це кущ. Молоді гілочки темно-пурпурні, зазвичай ворсинчасті в основі. Листкова ніжка 15 мм, волосиста чи гола, іноді залозиста; листкова пластинка еліптична, обернено-яйцювато-еліптична чи довгаста, до 11 × 5 см, абаксіально (низ) бліда, шовковисто-ворсинчаста чи гола, адаксіально зелена, гола вздовж жилок, край зубчастий або залозисто-городчасто-пилчастий, рідше гостро-пилчастий чи майже суцільний, верхівка округла чи тупа. Жіноча сережка до 13 × 1 см.

## Середовище проживання
Західний Сичуань. Населяє гірські схили; на висотах ≈ 2400 метрів.